# Jeanne Lapauze

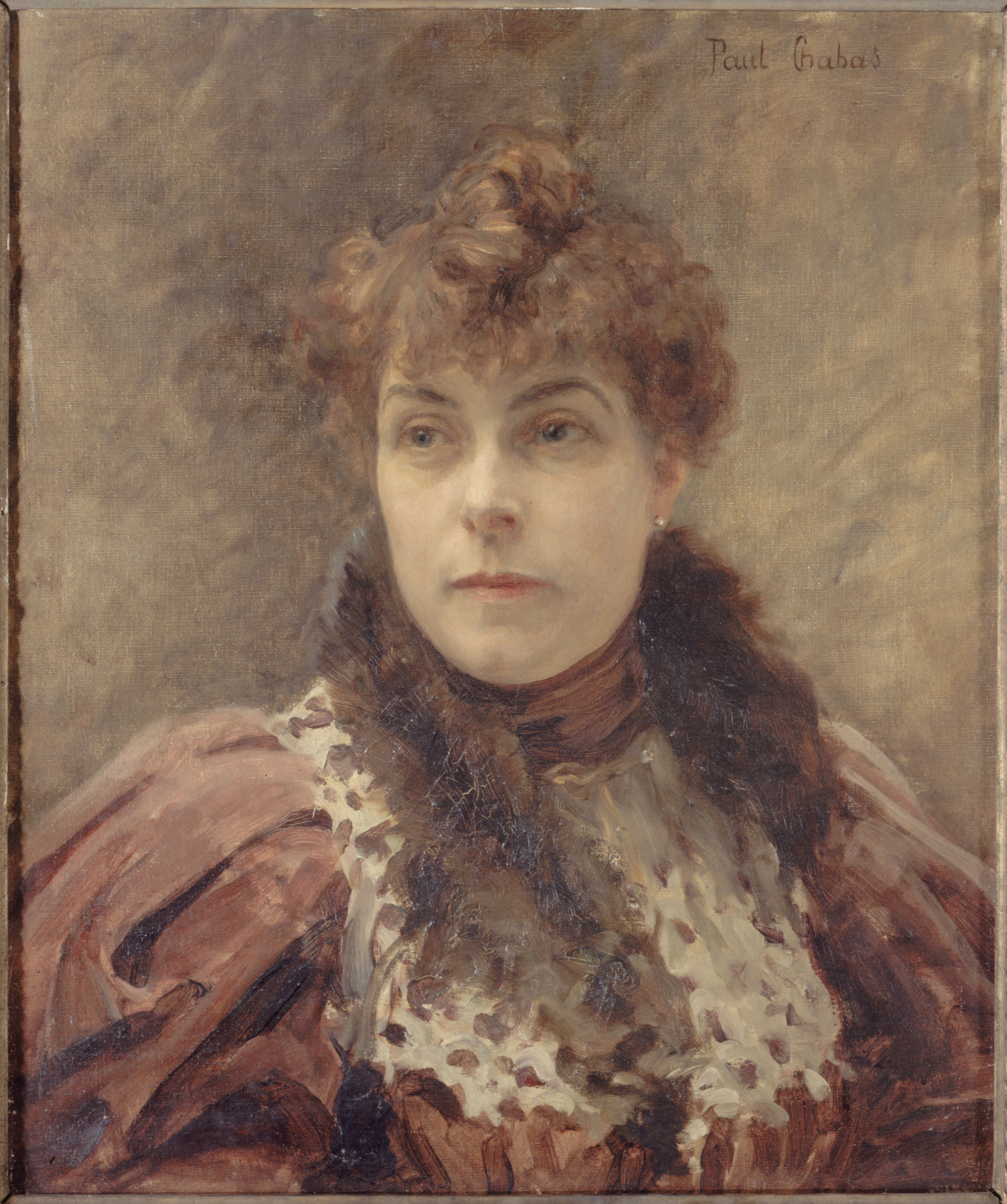
Porträt von Paul Chabas (etwa 1895)

Alice Jeanne Victoire Lapauze (* 6. März 1854 in Batignolles, Département Seine; † 3. Januar 1921 in Paris) war eine französische Schriftstellerin und Übersetzerin, auch bekannt unter ihrem Pseudonym Daniel Lesueur. Nach Alfred Lemerre gestaltete Lapauze ihr Pseudonym nach dem Vornamen von Daniel O’Donnell und dem Familiennamen ihrer Großeltern mütterlicherseits.

## Leben
Lapauze war die jüngste Tochter des Weinhändlers (Négociant) Philibert Alfred Loiseau und dessen Ehefrau Marie Henriette Lesueur. Der Politiker Daniel O’Donnell war der Onkel ihrer Mutter.
Sie besuchte die Höhere Töchterschule ihrer Heimatstadt und wohnte weiter in ihrem Elternhaus. Als sich die ersten literarischen Erfolge einstellten und sich diese auch wiederholten, ging Lesueur nach Paris. Dort pflegte sie aber außer ihren Verlegern keinen Kontakt zu literarischen oder anderen künstlerischen Gemeinschaften. Am 19. Januar 1904 heiratete sie in Paris den Kunstkritiker Henry Lapauze.
Lapauze starb am 3. Januar 1921 in Paris und fand ihre letzte Ruhestätte auf dem Cimetière de Montmartre. 2007 wurde ihre Grabstelle aufgelassen und ihre Gebeine wurden ins Beinhaus des Friedhofs Père-Lachaise umgebettet.

## Ehrungen
- 1893 Prix Langlois (Académie française) für ihre Übersetzung von Lord Byrons Werken
- 1900 Ritter der Ehrenlegion
- 1909 benannte der Rosenzüchter Jules Gravereux eine Rose nach ihr.
- 1913 benannte die Stadt Paris ihr zu Ehren die Avenue Daniel-Lesueur (17. Arrondissement)
- 1913 Offizier der Ehrenlegion
- 2015 gründeten Bewohner der Avenue Daniel-Lesueur u. a. Literaturfreunde die Gesellschaft Amis de Daniel-Lesueur

## Werke (Auswahl)

### Als Autorin
Erzählungen
- Fiancée d’outre-mer. Péril d’amour. Justice mondaine. Une mère. Paris 1901.
  - Deutsch: Die Braut aus Amerika. H. Hillger, Berlin 1903 (übersetzt von Ludwig Wechsler, illustriert von Wilhelm Roegge)
- Une âme de vingt ans. Paris 1911.
  - Deutsch: Herzenskämpfe. Reclam, Leipzig 1910 (übersetzt von Henriette Dévidé)

Gedichte
- Fleurs d’avril. 1882.
- Poésies de Daniel Lesueur. 1896.

Romane
- Le mariage de Gabriella. 1882
- Un mystérieux amour. 1886.
- L’auberge des Saulnes. 1890.
- Passion due slave ou Calvaire de femme. Paris 1892.
  - Deutsch: Slavische Leidenschaft. Engelhorn, Stuttgart 1901 (übersetzt von Natalie von Rümelin-Oesterlen)
- Comédienne. Paris 1898.
  - deutsch: Die Komödiantin. A. Langen, München 1901 (übersetzt von Adele Neustädter)
- Le force du passé. Paris 1905.
  - Deutsch: Die Macht der Vergangenheit. Engelhorn, Stuttgart 1980 (2 Bände, übersetzt von Alwina Vischer)
- Nietzschéenne. Paris 1907.
  - Deutsch: Eine Energiekur. Engelhorn, Stuttgart 1910 (2 Bände, übersetzt von Anna Dulk-Pressigny)
- Du sang dans les ténèbres. Paris 1909/10.

1. Flaviana princesse. 1909.
2. Chacun son rêve. 1910.

- Le droit à la force. 1909.
- Au tournant des jours. 1913.

Sachbücher
- L’évolution féminine. Ses résultats économiques. Paris 1905.
  - Deutsch: Die Entwicklung der Frauenbewegung und ihre wirtschaftlichen Resultate. Walther Verlag, Berlin 1901 (übersetzt von Hulda Förster)

Theaterstücke
- Hors du marriage. 1892 (UA am 26. Juni 1892 am Théâtre féministe international)
- Fiancée. 1894 (UA am 20. Oktober 1894 am Théâtre de l’Odéon)
- Le masque d’amour. 1905 (UA 10. Oktober 1905 am Théâtre Sarah Bernhardt)

### Als Übersetzerin
- George Gordon Byron: Œuvres. Lemerre, Paris 1891/1905 (3 Bände)